# Triste oblio!
Triste oblio!  è un cortometraggio muto italiano del 1911 diretto e interpretato da Giuseppe De Liguoro.